# Roberto Nurse
Roberto Antonio Nurse Anguiano (Cuernavaca, 16 de dezembro de 1983) é um futebolista profissional panamenho que atua como atacante, atualmente defende o Mineros de Zacatecas.

## Carreira
Roberto Nurse fez parte do elenco da Seleção Panamenha de Futebol da Copa América de 2016.